# Huracán Grace
Huracán Grace fue el ciclón tropical más fuerte que tocó tierra en el estado mexicano de Veracruz. Grace impactó gran parte de las Islas de Sotavento y las Antillas Mayores como tormenta tropical, antes de causar impactos más sustanciales en la península de Yucatán y Veracruz como huracán. Fue la séptima tormenta nombrada, el segundo huracán y el primer gran huracán de la temporada de huracanes del Atlántico de 2021. Con su origen en una onda tropical en la Región Principal de Desarrollo, el sistema primitivo se desplazó hacia el oeste-noroeste a través del Océano Atlántico hacia las Antillas, convirtiéndose en una depresión tropical el 14 de agosto. Se fortaleció hasta convertirse en la tormenta tropical Grace ese mismo día, pero se debilitó nuevamente a una depresión debido a un entorno desfavorable. Después de pasar cerca de Haití como depresión tropical, se fortaleció nuevamente a tormenta tropical y se convirtió en huracán el 18 de agosto, alcanzando una intensidad máxima inicial con vientos máximos sostenidos de 80 mph (130 km/h) y una presión de 986 mbar (29.12 pulgadas Hg). Se debilitó nuevamente a tormenta tropical después de tocar tierra en la Península de Yucatán y emergió en la Bahía de Campeche, entrando en un ambiente muy favorable para intensificarse horas después. Luego, Grace se intensificó rápidamente hasta convertirse en un huracán de categoría 4 con vientos de 225 km/h Maximos de 289 (130 mph) en unas 24 horas. La tormenta tocó tierra por última vez en el estado de Veracruz en su máxima intensidad entre las costas del municipio de Papantla y la Barra de Cazones, pasando por Poza Rica y poblaciones cercanas en dirección a la sierra, donde rápidamente degeneró en una baja remanente sobre el territorio continental de México el 21 de agosto; sin embargo, sus restos se regeneraron más tarde en la tormenta tropical Marty en el Pacífico oriental el 23 de agosto.
En Haití, Grace exacerbó los efectos de un terremoto tres días antes del paso de la tormenta. Las calles se inundaron y se reportaron apagones en Jamaica. En México, la tormenta provocó deslizamientos de tierra y destruyó edificios. En total, Grace mató a 16 personas: 4 en Haití y 12 en México. La tormenta causó daños estimados en $513 millones (2021 USD).

## Historia meteorológica

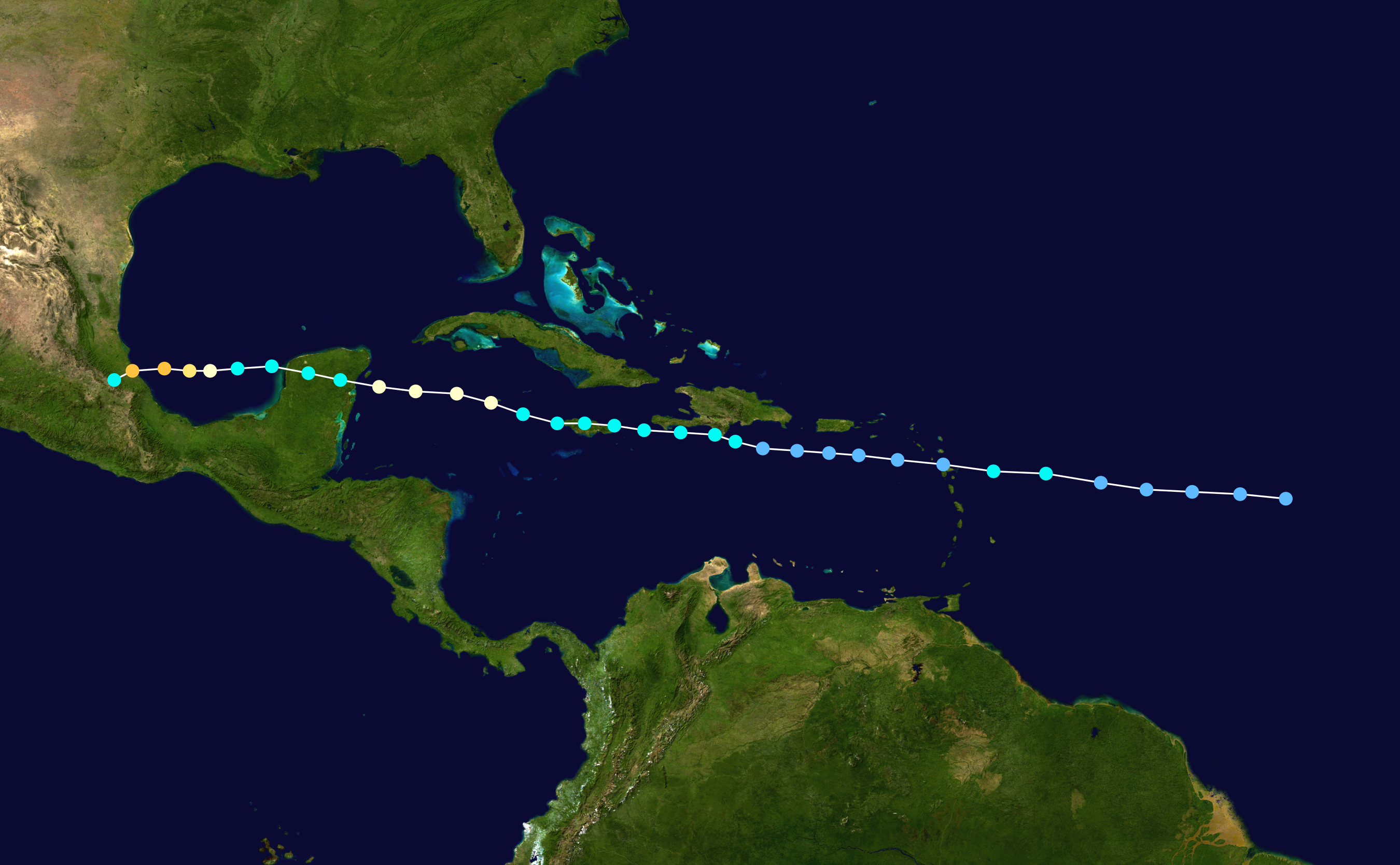
Mapa que traza la trayectoria y la intensidad de la tormenta, de acuerdo con la escala de huracanes de Saffir-Simpson

El Centro Nacional de Huracanes (NHC, por sus siglas en inglés) comenzó a monitorear el 10 de agosto una perturbación tropical cerca de las islas de Cabo Verde. Un Pronóstico de Clima Tropical del NHC al día siguiente señaló que el sistema estaba produciendo lluvias y tormentas eléctricas desorganizadas. Sin embargo, las condiciones ambientales se estaban volviendo más propicias para el desarrollo, y el 13 de agosto el sistema fue designado como Potencial Ciclón Tropical Siete mientras se encontraba a unos 1350 km al este de las Islas de Sotavento. A las 06:00 UTC del día siguiente, el NHC inició avisos sobre la Depresión Tropical Siete aproximadamente a 770 km al este de las Islas de Sotavento. Después de que se descubrió que el ciclón tenía vientos con fuerza de tormenta tropical el 14 de agosto a las 09:00 UTC, el NHC actualizó la depresión a tormenta tropical, nombrándola Grace  Sin embargo, la fuerte cizalladura del viento hizo que Grace se debilitara de nuevo a una depresión tropical el 15 de agosto. Tocó tierra como depresión tropical en la península de Barahona en la República Dominicana a las 15:00 UTC del 16 de agosto. Continuando hacia el oeste-noroeste, Grace rozó la costa sur de Haití, donde provocó fuertes lluvias y fuertes ráfagas de viento cerca del epicentro del gran terremoto de Haití de 2021. A las 06:00 UTC del 17 de agosto, Grace se volvió a intensificar en una tormenta tropical al suroeste de Haití, después de que un vuelo de reconocimiento observara vientos con fuerza de tormenta tropical.
Aproximadamente 11 horas después, a las 17:00 UTC del 17 de agosto, Grace tocó tierra en Jamaica cerca de Annotto Bay, Saint Mary Parish, con vientos de 85 km/h (50 mph). Después de volver al Caribe a fines del 17 de agosto, Grace continuó intensificándose debido a las condiciones favorables y se organizó rápidamente a medida que pasaba al sur de las Islas Caimán. A las 15:00 UTC del 18 de agosto Grace se había intensificado hasta convertirse en un huracán de categoría 1. La tormenta alcanzó un pico de intensidad inicial con vientos de 130 km/h (80 mph) y una presión barométrica de 986 mbar a principios del 19 de agosto. A las 09:45 UTC de ese día, Grace tocó tierra por primera vez con esa intensidad cerca de Tulum, en la Península de Yucatán en México. Poco después, la tormenta se debilitó hasta convertirse en una fuerte tormenta tropical.
Después de casi 12 horas sobre tierra, Grace emergió a la Bahía de Campeche. La tormenta luego comenzó a intensificarse, convirtiéndose nuevamente en huracán a las 12:00 UTC del 20 de agosto. A partir de entonces, Grace experimentó una rápida intensificación, convirtiéndose en un huracán de Categoría 2 a las 00:00 UTC del 21 de agosto. En las siguientes tres horas, la tormenta se convirtió en un huracán de categoría 3. Alrededor de las 06:00 UTC del 21 de agosto, Grace tocó tierra de nuevo en territorio de México cerca de Tecolutla, Veracruz, en su máxima intensidad, con vientos de 195 km/h (120 mph) y una presión de 967 mbar. Después de tocar tierra, se debilitó rápidamente a un huracán de categoría 1 al ingresar al terreno montañoso de México. La tormenta continuó debilitándose rápidamente sobre los terrenos accidentados y se degradó a tormenta tropical tres horas después. A las 21:00 UTC, la tormenta degeneró en una perturbación sobre México. Los restos de Grace se trasladaron al Océano Pacífico Oriental y allí se convirtieron en la Tormenta tropical Marty.

## Preparativos

### Islas de Sotavento

Un bucle de satélite de Grace como tormenta tropical sobre las Islas de Sotavento de las Antillas Menores el 14 de agosto.

El 13 de agosto a las 15:00 UTC, a poco tiempo de convertirse en la tormenta tropical Grace, alertas de tormenta tropical fueron emitidos para Antigua y Barbuda, San Cristóbal y Nieves, Montserrat, Isla de Saba, y San Eustaquio. El Gobierno de Francia pronto emitió una alerta de tormenta tropical en Isla de San Martín y San Bartolomé. El Gobierno de San Martín declaró un alerta tropical en la isla. Después, más alertas fueron emitidas por los Estados Unidos para las Islas Vírgenes de Estados Unidos y Puerto Rico. El Gobierno de Antigua y Barbuda emitió una alerta de tormenta tropical en Anguila y las Islas Vírgenes Británicas.
Ese mismo día fueron emitidos avisos de tormenta tropical para las islas de Antigua y Barbuda, San Cristóbal y Nieves, Montserrat y Anguila. Saba y San Eustaquio también estarían bajo advertencias de tormenta tropical emitidas por el Gobierno de Francia.

### República Dominicana
El gobierno emitió una alerta de tormenta tropical cuando la tormenta se acercaba a las Antillas Menores, en la costa sur de la República Dominicana. A medida que se acercaba la tormenta, el gobierno emitió una advertencia de tormenta tropical desde Cabo Caucedo a Samaná, mientras que el resto del país estaba bajo vigilancia de tormenta tropical. A las 5 AM AST (0900 UTC) se emitió una advertencia de tormenta tropical desde la frontera sur de Haití hasta Cabo Caucedo. A las 2:00 PM EDT (1800 UTC) se levantaron todas las alertas de tormenta tropical después de que Grace salió de la República Dominicana.

### Haití
Cuando Grace ingresó al Caribe el 14 de agosto se emitió una alerta de tormenta tropical para todo Haití. El NHC predijo que caerían de 4 a 7 pulgadas de lluvia en el país.

### Jamaica

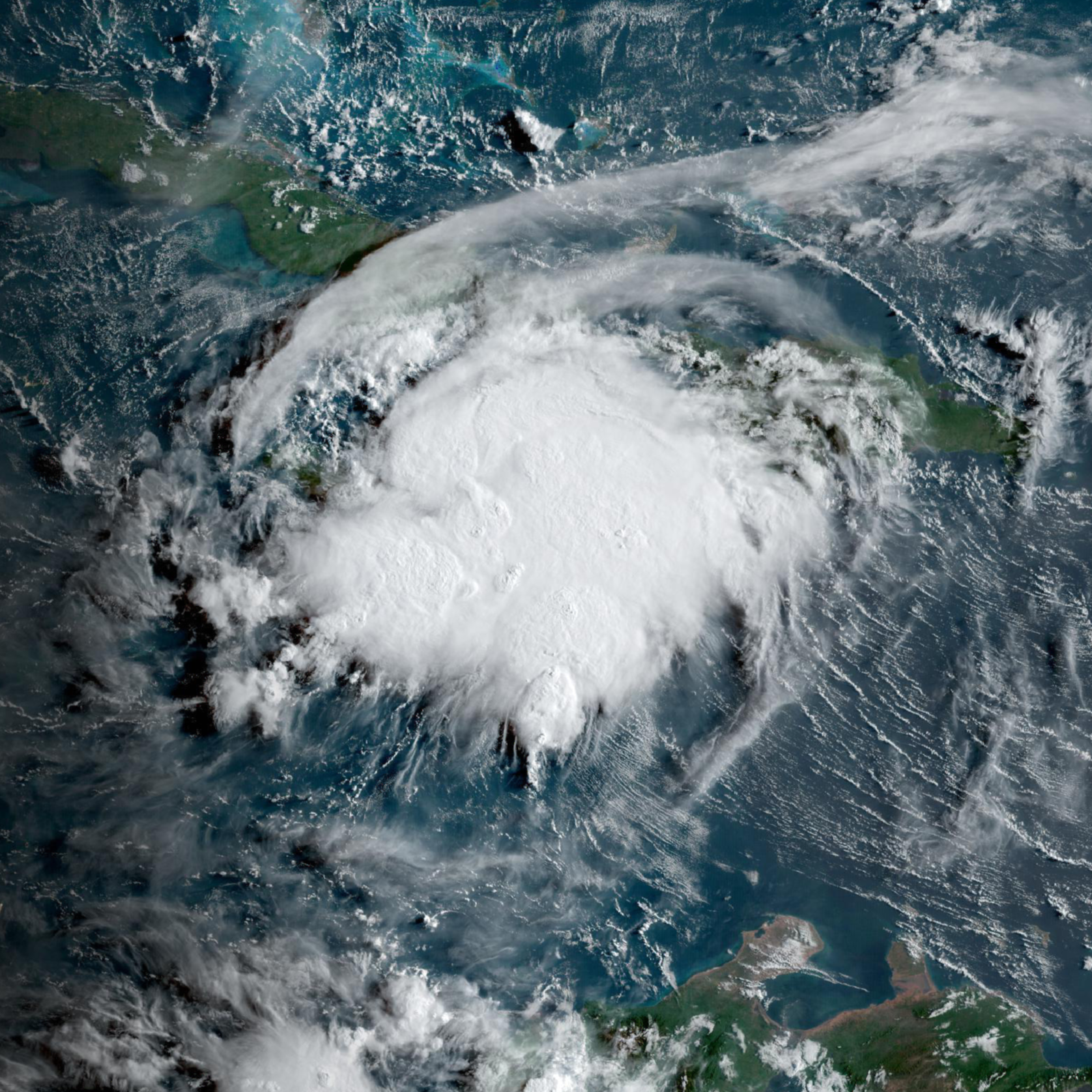
La tormenta tropical Grace se aproxima a Jamaica el 17 de agosto.

Una alerta de tormenta tropical estuvo vigente para toda la isla cuando Grace todavía era una depresión frente a la costa de República Dominicana, según lo emitido por el gobierno. Jamaica estuvo bajo vigilancia de tormenta tropical hasta que Grace se acercó y tocó tierra. A las 500 PM EDT (2100 UTC), el Gobierno de Jamaica emitió una advertencia de tormenta tropical para la isla, ya que se esperaba que Grace tocara tierra en la isla el 17 de agosto. Después de salir de la isla, una advertencia de tormenta tropical permaneció vigente hasta las 500 AM EDT (0900 UTC) cuando el Gobierno de Jamaica la suspendió.

### Islas Caimán
Las Islas Caimán fueron puestas bajo una advertencia de tormenta tropical a las 11 a. m. EDT del 16 de agosto cuando Grace estuvo a 575 millas al ESE de Gran Caimán y se dirigía hacia las Islas Caimán. Las Islas Caimán fueron puestas bajo vigilancia de huracán a las 5 p. m. EDT del 17 de agosto cuando Grace se encontró a 225 millas al ESE de Gran Caimán y se dirigía hacia allí. El NEOC se activó junto con los Servicios de Emergencia del Gobierno. El Regimiento de las Islas Caimán y la Guardia Costera se desplegaron en la misión de Ayuda Humanitaria y Respuesta a Desastres (HADR), el Cuerpo de Cadetes de las Islas Caimán se desplegó en NEOC para manejar los teléfonos y los envíos. Se cerraron escuelas y se abrieron refugios en las tres islas. La Autoridad Nacional de Carreteras trabajó en el drenaje de aguas pluviales en las carreteras. Cayman Airways pospuso y canceló vuelos.

### México

Bucle satelital de Grace cuando se intensificó explosivamente en la Bahía de Campeche el 20 de agosto.

El 17 de agosto, el Gobierno de México emitió una alerta de huracán para la Península de Yucatán, al anticipar el NHC que el huracán tocaría tierra allí. Más tarde ese mismo día, el Gobierno de México emitió una advertencia de huracán en la costa este de la Península de Yucatán. A las 06:00 UTC, se puso en vigencia una alerta de tormenta tropical para la costa oeste de Yucatán, que luego se actualizó a una advertencia de tormenta tropical. Poco después, se puso en vigor una alerta de huracán desde Puerto de Veracruz hasta Cabo Rojo en la costa de México más allá de Yucatán, ya que Grace pronto tocaría tierra en la Península de Yucatán. El NHC proyectó áreas extendidas de lluvia de hasta 457 mm en algunas áreas. Después de tocar tierra, la advertencia de huracán de la costa este de Yucatán fue reemplazada por una advertencia de tormenta tropical, y se puso en vigencia una advertencia de huracán para Puerto de Veracruz a Cabo Rojo. Unas horas después de salir de Yucatán, el Servicio Meteorológico de México levantó el Aviso de Tormenta Tropical al este de Progreso . Pronto se interrumpió la vigilancia de la costa oeste de la Península de Yucatán, ya que Grace continuó alejándose. Una advertencia de huracán para Puerto de Veracruz a Cabo Rojo continuó vigente después de que la tormenta tocó tierra hasta las 15:00 UTC, cuando Grace fue degradada a tormenta tropical, momento en el que las advertencias de huracán fueron reemplazadas por advertencias de tormenta tropical. Una advertencia de tormenta tropical aún estaría vigente hasta las 21:00 UTC del 21 de agosto, cuando Grace se debilitó a una perturbación. En el caso de la Ciudad de México, una alerta roja de lluvias torrenciales fue emitida el 21 de agosto ante un posible impacto de Grace en su territorio.

## Impactos

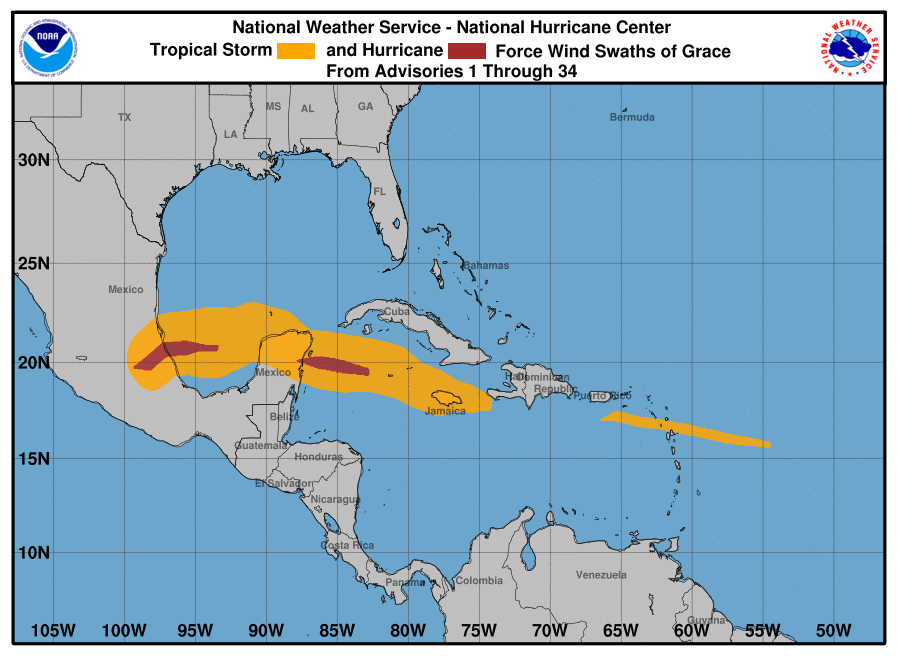
Mapa que muestra los vientos de Grace con fuerza de tormenta tropical en naranja y con fuerza de huracán en rojo.

### Islas de Sotavento
Grace cruzó el archipiélago de Guadalupe como una tormenta tropical débil y desorganizada trayendo lluvias y vientos moderados. No se informó sobre daños ni víctimas.

### República Dominicana
Grace causó daños mínimos en la República Dominicana como depresión tropical.

### Haití
Como depresión tropical, Grace trajo fuertes lluvias a Haití, alcanzando alrededor de 250 mm. Ello provocó inundaciones en áreas afectadas por el terremoto de magnitud 7.2 en el país que mató a miles de personas días antes. Las ráfagas de viento destruyeron viviendas previamente dañadas por el terremoto. El pasaje de Grace interrumpió los esfuerzos de rescate.

### Jamaica
El 18 de agosto, Grace tocó tierra en Jamaica, trayendo vientos racheados, de hasta 53 mph, y lluvias muy fuertes, que alcanzaron los 248 mm, ambos registrados en Kingston. Como resultado, se produjeron inundaciones repentinas generalizadas y cortes de energía, y se realizaron rescates acuáticos. A pesar de esto, no se reportaron heridos ni muertos en la isla. Las pérdidas iniciales en la agricultura se calcularon en J$700 millones ($4.53 millones USD).

### Cuba
En Cuba, la mayor parte del daño se produjo en las costas sur y este. El huracán pasó el 17 de agosto y Las áreas cercanas a Santiago de Cuba, Bayamo, Las Tunas y Camagüey fueron las más afectadas. En las provincias del sur, se emitió una alerta de tormenta tropical. Los daños no fueron significativos en el país, en comparación con lo ocurrido en Jamaica y las Islas Caimán.

### Islas Caimán
Grace trajo impactos menores a Cayman Brac y Little Cayman, sin embargo, el seguimiento de Grace muy cerca de tocar tierra trajo impactos mucho más fuertes a Gran Caimán, que se llevó la peor parte de Grace con vientos que alcanzaron la intensidad de huracán, trajo impactos de moderados a más altos a Gran Caimán. Algunos árboles grandes fueron derribados en la propiedad de la gente y otros en las carreteras. Los fuertes vientos causaron daños en los techos, algunos edificios recibieron más daños. Varios postes de servicios públicos se volcaron y los daños a la infraestructura eléctrica hicieron que todo Gran Caimán perdiera energía e incluso en los días posteriores a la tormenta. Ocurrieron fuertes lluvias causadas por inundaciones en toda la isla. La marejada ciclónica provocó la erosión de las playas y el bloqueo de algunas carreteras costeras. Varios barcos se habían soltado del puerto seguro o se habían hundido. El Regimiento de las Islas Caimán tuvo que desplegarse en partes de la isla, especialmente en West Bay, donde rescataron a personas de sus edificios dañados y áreas inundadas.

### México

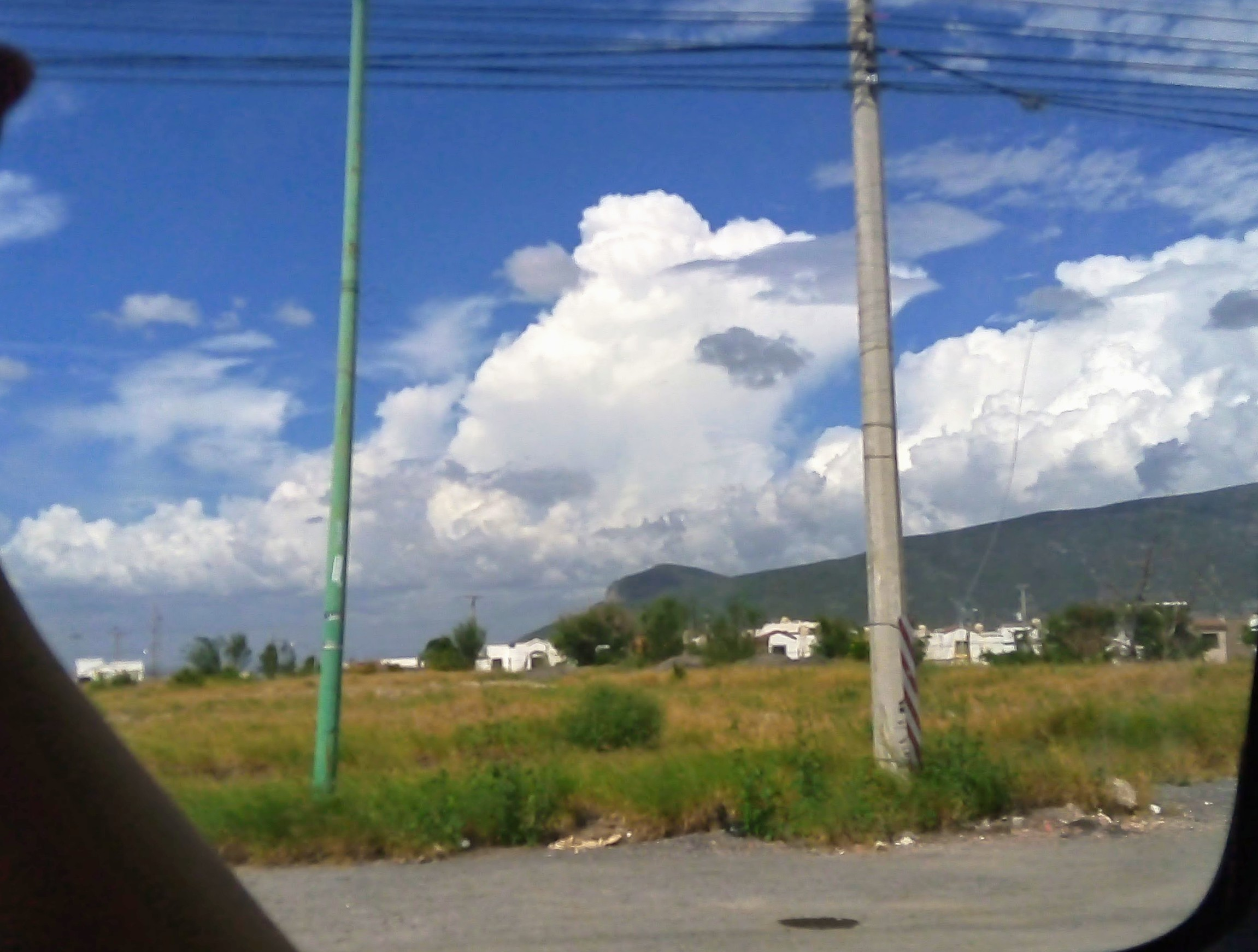
Nubes convectivas en el día 21 de agosto en Nuevo León, México por bandas nubosas y humedad provenientes de Huracán Grace.

En el estado de Yucatán, se registraron caídas de árboles y daños menores en casas de los municipios de Valladolid, Chichimilá, Tekom, Cuncunul y Kaua. En el caso de Chichimilá cayó una antena del Palacio Municipal, destruyendo un reloj instalado ahí. En el estado de Campeche fueron puestos en alerta los municipios de Calkiní, Dzitbalché, Hecelchakán, Tenabo, Hopelchén y Calakmul, sin registrarse daños significativos. El gobierno de Quintana Roo declaró que tras el paso del meteoro solo hubo daños materiales menores. En la península de Yucatán, casi 700 000 personas en total se quedaron sin electricidad a lo largo de la costa caribeña de México.
El meteoro se convirtió en categoría 3 en la escala Saffir-Simpson tras cruzar desde el Caribe, pasar por la península de Yucatán y tomar fuerza nuevamente. Ingresó al territorio mexicano por la costa del Golfo de México a las 06:00 UTC del 21 de agosto, entre las poblaciones de Nautla y Tecolutla, en el estado costero de Veracruz, aterrizando con rachas de viento de hasta 205 km/h (125 mph). El Servicio Meteorológico Nacional de México informó que el fenómeno conforme fue avanzando hacia el centro de México, provocó fuertes lluvias y vientos en los estados de San Luis Potosí, Puebla, Veracruz, Colima, Michoacán y Guerrero. Para la tarde del 21 de agosto Grace se convirtió en tormenta tropical y al perder más fuerza, en baja presión remanente cuando se encontraba 20 km al suroeste de San Felipe del Progreso y a 105 km al oeste-noroeste de la Ciudad de México. En respuesta a los daños, el gobierno de México envió elementos del Ejército Mexicano, la Marina Armada de México y la Guardia Nacional, con el fin de colaborar en tareas de rescate, salvamento y auxilio a la población. Fue declarado el Plan DN-III de auxilio a la población en el estado de Veracruz. El Centro Nacional de Huracanes de los Estados Unidos informó que existe una posibilidad de que los remanentes de Grace se conviertan en una nueva tormenta al alcanzar el Océano Pacífico el 22 de agosto, donde podría ser renombrado como Marty. En la Ciudad de México fueron abiertos distintos centros de acopio para las víctimas de inundaciones.

#### Veracruz
En Tecolutla, destino turístico, provocó estragos en casas y comercios. En la capital del estado, Xalapa, se reportaron fuertes corrientes de agua, vialidades inundadas y daños considerables en instalaciones como tiendas, plazas comerciales, oficinas y domicilios. En la colonia Loma Bonita de esa ciudad, soldados lograron rescatar con vida a un niño de una casa sepultada por un deslave. Se reportaron daños de consideración en 22 municipios de dicha entidad como Atzalan, Cerro Azul, Las Vigas de Ramírez, Martínez de la Torre, Tuxpan, Poza Rica, Barra de Cazones, Xalapa y Papantla. Las lluvias y vientos provocaron desbordes y niveles críticos de los ríos Cazones, Tecolutla, Río Nautla, Misantla, Colipa, Actopan y La Antigua. Ello causó que diversas carreteras federales fueran invadidas por las aguas de dichas corrientes. El gobernador del estado de Veracruz, Cuitláhuac García Jiménez, afirmó que ocho personas murieron por el huracán Grace en el estado y tres más fueron reportadas como desaparecidas. Seis de los muertos eran de la misma familia, y todos menos uno de los muertos ocurrieron en la ciudad de Xalapa; la otra muerte fue en Poza Rica. Al respecto el presidente Andrés Manuel López Obrador manifestó a las familias de las víctimas sus condolencias.

#### Puebla
En el municipio de Huauchinango, Puebla, se reportó el fallecimiento de una persona en la localidad de Tenango de las Flores víctima de la caída de un árbol; se registraron diferentes deslaves, inundaciones y árboles caídos. En la localidad de Tlaola se reportaron dos fallecimientos. En distintos puntos del estado se registraron deslaves, inundaciones y el desbordamiento del río Pantepec. Se desfogó, preventivamente, la puerta de la Presa La Soledad con el fin de dar cauce al agua acumulada en la misma.

#### Hidalgo
Se registraron caídas de árboles, inundaciones, caída de estructuras y el desbordamiento de un río en Tulancingo. Se declaró zona de desastre a 27 municipios: Acaxochitlán, Agua Blanca de Iturbide, Atlapexco, Calnali, Cuautepec de Hinojosa, Chapulhuacán, Eloxochitlán, Huautla, Huazalingo, Huehuetla, Huejutla de Reyes, Lolotla, Metztitlán, La Misión, Molango de Escamilla, San Felipe Orizatlán, Pisaflores, Mineral de la Reforma, San Bartolo Tutotepec, Tenango de Doria, Tepehuacán de Guerrero,Texcatepec, Tianguistengo, Tlanchinol, Tulancingo de Bravo, Xochiatipan, Xochicoatlán, Yahualica y Zacualtipán de Ángeles.